# Caylusova vaza
Caylusova vaza je vrč iz alabastra, posvečen ahemenidskemu kralju Kserksu I., na katerem so napisi v egipčanskih hieroglifih in staroperzijskem klinopisu. Napisi so bili ključni element, s katerim se je potrdila pravilnost Grotefendovega razvozlanja staroperzijskega klinopisa. Napisi so potrdili tudi antičnost fonetičnih hieroglifov iz obdobja pred Aleksandrom Velikim in fonetično dešifriranje imen starodavnih egipčanskih faraonov. Vaza je dobila ime po Anne Claudeu de Tubièresu, grofu Caylusa, zgodnjem francoskem zbiralcu starin, ki je vazo pridobil v 18. stoletju med letoma 1752 in 1765. Vaza je zdaj v pariškem Kabinetu medalj, ki je del Francoske narodne knjižnice (inv. št. 65.4695).

## Opis
Vaza je izdelana iz alabastra. Visoka je 20,2 cm in ima premer 16 cm. V Egiptu je bilo v Kserksovem imenu izdelanih verjetno več podobnih vaz, ker so v ruševinah Mavzoleja v Halikarnasu odkrili podoben Vrč Kserksa I.
Na vazi je štirijezični napis v staroperzijskem, babilonskem in elamskem klinopisu in egipčanskih hieroglifih. Vsi napisi imajo enako vsebino: "Kserks, kralj kraljev". Napis v staroperzijskem klinopisu je prvi v vrsti in se glasi:

𐎧𐏁𐎹𐎠𐎼𐏁𐎠 𐏐 𐏋 𐏐 𐎺𐏀𐎼𐎣

( Xšayāršā : XŠ : vazraka)

"Kserks : veliki kralj"
Vladarjevo ime v hieroglifih je zapisano v kartuši. 
Napisi so ostali dolgo časa nerazvozlani. Caylus jih je že leta 1762 objavil in hkrati sporočil, da so ob egipčanskih hieroglifih napisi v klinopisni pisavi, ki so jo odkrili v Perzepolisu. Po Caylusovi smrti leta 1765 je bila vaza dana v zbirko Kabineta medalj v Parizu.

## Prispevek vaze k razvozlavanju klinopisa

### Grotefendova hipoteza (1802-1815)
Prve poskuse razvozlanja staroperzijskega klinopisa sta opravila Münter in Grotefend z ugibanjem. Uporabila sta ahemenidski klinopisni napis, odkrit v Perzepolisu. Leta 1802 je Friedrich Münter odkril, da morajo ponavljajoče se skupine znakov ustrezati besedi "kralj" (𐎧𐏁𐎠𐎹𐎰𐎡𐎹, ki se zdaj izgovarja xšāyaϑiya). Georg Friedrich Grotefend je kasneje ugotovil, da kraljevemu imenu pogosto sledi napis "veliki kralj, kralj kraljev" in ime kraljevega očeta. Spoznanje je povezal z znano kronologijo Ahemenidov in relativnimi dolžinami imen kraljev, s čimer je omogočil, da je Grotefend prepoznal klinopisne znake v imenih Dareja I., Histaspa (Darejev oče) in Kserksa I. (Darejev sin). Grotefendov prispevek je edinstven, ker ni imel nobene primerjave stare perzijščine s kakšnim drugim znanim jezikom. Za razvozlanje hieroglifov, na primer, je bil ključen večjezičen Kamen iz Rosette. Vsa dosedanja razvozlavanja pisav so temeljila na primerjavah večjezičnih besedil.
Grotefend je svoja odkritja predstavil leta 1802, vendar jih je akademska skupnost zavrnila. Zavrnila je tudi njihovo objavo. Grotefend je zato leta 1805 predlagal branje klinopisnih napisov na Caylusovi vazi, ki jih je dokaj natančno prevedel kot "Xerxes rex fortis" ("Kserks, močni kralj", čeprav je pravi prevod "Kserks, veliki kralj"). Bil je prvi, ki je predstavil ta predlog.

### Champollionova potrditev (1823)
Grotefendovo odkritje je dobilo potrditev šele leta 1823, ko je Champollion, ki je ravno razvozlal egipčanske hieroglife, predlagal, da se poskuša razvozlati štirijezični napis na Caylusovi vazi v pariškem Kabinetu medalj. V napisu v hieroglifih je Champollion prebral Kserksovo ime, njegov spremljevalec, orientalist Antoine-Jean Saint-Martin, pa je potrdil, da ustrezni znaki v klinopisu (𐎧𐏁𐎹𐎠𐎼𐏁𐎠 𐏐 𐏋 𐏐 𐎺𐏀𐎼𐎣, Xšayāršā : XŠ : vazraka, "Kserks : veliki kralj") resnično ustrezajo besedi, ki jo je Gotefend z ugibanjem prepoznal kot "kralj". Odkritja je objavil A.J. Saint-Martin v Extrait d'un mémoire relatif aux antiques inscriptions de Persépolis lu à l'Académie des Inscriptions et Belles Lettres (Izvleček zapisa, ki se nanaša na starodavne napise iz Perzepolisa, prebrane v Académie des Inscriptions et Belles Lettres). Saint-Martin je poskušal razvozlati tudi staroperzijsko klinopisno abecedo in od skupaj 39 črk pravilno prepoznal deset črk.
- Caylusova vaza, Saint-Martinov transkript iz leta 1823[14]
- Saint-Martinov perzepolski alfabet iz leta 1823[14]
- Saint-Martinov prevod staroperzijskega klinopisa iz leta 1823[14]

Caylusova vaza je bila ključna za potrditev točnosti prvega razvozlanja staroperzijskega klinopisa in odprla vrata za kasnejše razvozlavanje vseh drugih klinopisov, vse do najstarejših akadskih in sumerskih. Za razvozlavanje klinopisa in končno potrditev je bilo pravzaprav odločilno poznavanje egipčanskih hieroglifov.
Največji napredek na tem področju je dosegel Grotefend, ki je do leta 1847 pravilno prepoznal večino simbolov. Za razvozlavanje elamitskega, babilonskega in akadskega klinopisa so bila ključna druga dvojezična besedila, ki so jih medtem odkrili arheologi, in dvojezični Behistunski napis.

### Potrditev antičnosti fonetskih hieroglifov
Champollion se je soočal z dvomi raznih učenjakov glede obstoja fonetičnih hieroglifov pred makedonsko in rimsko zasedbo Egipta, še posebej zato, ker je svoj fonetični sistem dokazal le na podlagi imen grških in rimskih vladarjev, zapisanih s hieroglifi na egipčanskih spomenikih. Do svoje razvozlave Caylusove vaze ni našel nobenega tujega imena pred Aleksandrom Velikim, ki je bilo zapisano z abecednimi hieroglifi. Okoliščine so privedle do sumov, da so Egipčani črkovne hieroglife uvedli šele v času Grkov in Rimljanov, in spodbudilo dvome, ali bi se fonetični hieroglifi lahko uporabili za razvozlavanje imen staroegipčanskih faraonov. Kserksovo ime je bilo prvo tuje ime, 150 let starejše od Aleksandra Velikega, zapisano fonetično z egipčanskimi hieroglifi, ki je dokazalo Champollionovo tezo. Champollion je v svojem delu Précis du Système Champollion (Natančnost hieroglifnega sistema), objavljenem leta 1824, napisal: "S tem je dokazano, da so egipčanski hieroglifi vključevali fonetične znake vsaj od leta 460 pr. n. št."

## Podobni vrči
Iz obdobja od Dareja I. do Kserksa in nekaj kasnejših vladarjev, zlasti Artakserksa I., obstaja več podobnih vrčev iz alabastra.
- Egipčanska alabastrna vaza Dareja I. s štirijezičnim klinopisnim in hieroglifskim besedilom
- Vrč Kserksa I. iz Mavzoleja v Halikarnasu v času odkritja leta 1857
- Isti vrč v Britanskem muzeju
- Drug vrč Kserksa I. v Metropolitanskem muzeju umetnosti[24]
- Isti vrč na črno beli fotografiji[24]
- Fragment vrča Kserksa I. v Muzeju Louvre
- Vrč Kserksa I., Muzej Louvre[25]
- Štirijezični napis Strakserksa I. na egipčanski alabastrni vazi[26][27]